# Shoichi Yokoi

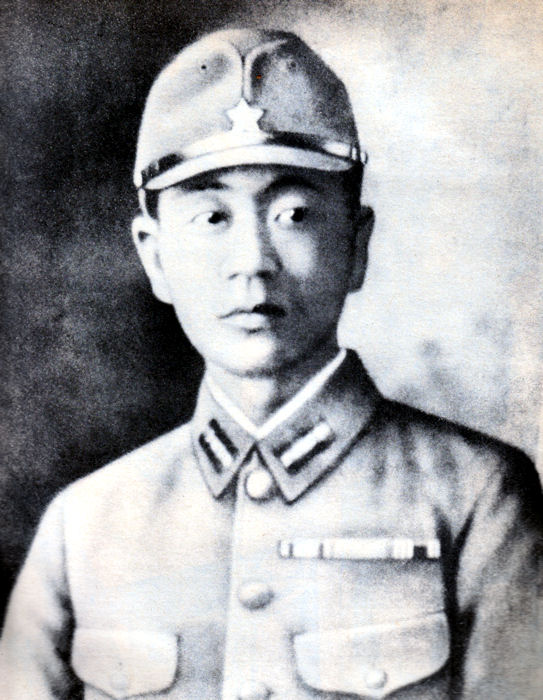
Shoichi Yokoi

Shoichi Yokoi (Japans: 横井 庄一, Yokoi Shōichi) (Saori (Prefectuur Aichi), 31 maart 1915 – Nagoya, 22 september 1997) was een Japanse sergeant die in de Tweede Wereldoorlog vocht.

## Levensloop
Yokoi werd in 1941 sergeant. In 1944 bezette de Verenigde Staten het eiland Guam, en Yokoi verstopte zich met tien andere Japanse soldaten. Zeven gingen er weg en drie bleven er over. In 1964 kwam er een tsunami en overleden twee van de drie, zodat Yokoi alleen overbleef.
Op 24 januari 1972 werd hij gevonden. Hij wist voor 1952 niet dat de Tweede Wereldoorlog was afgelopen.
In 1997 overleed hij op 82-jarige leeftijd aan een hartaanval in de Japanse miljoenenstad Nagoya.
- Bibliothèque nationale de France: cb16250846w (data)
- CiNii: DA1002235X
- International Standard Name Identifier: 0000 0001 0778 8505
- Library of Congress Control Number: no89011977
- Bibliotheek van het Japanse parlement: 00096041
- Nationale Bibliotheek van Israël: 987007296269505171
- Nederlandse Thesaurus van Auteursnamen: 318117363
- Système universitaire de documentation: 133038203
- Virtual International Authority File: 26620557
- WorldCat: E39PBJjhDf7XBHChvj89ykwpyd